# Метрополітен Ліми
Метрополітен Ліми (ісп. Metro de Lima) — система ліній метрополітену в Лімі, Перу.
Відкритий 18 січня 2003 року. Нараховує 26 станцій загальною довжиною 34,6 км.